# Mineral de la Reforma
Mineral de la Reforma è un comune del Messico, situato nello stato di Hidalgo, il cui capoluogo è la località di Pachuquilla.